# Química de fullerenos

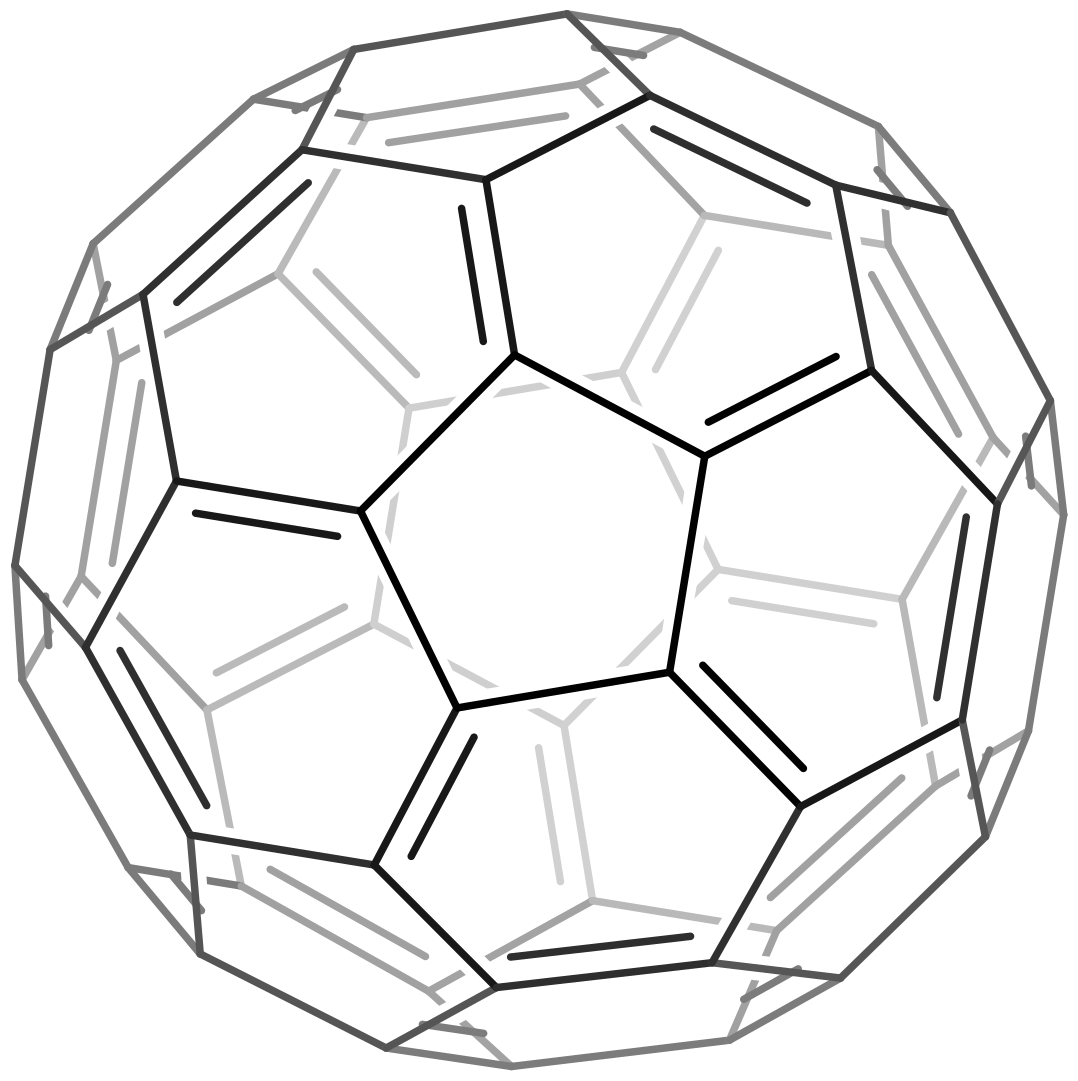
Estructura del Fullereno

La química de fullerenos es un campo de la química orgánica dedicado a las propiedades químicas de los fullerenos. La investigación en este campo es conducida por la necesidad de funcionalizar las estructuras de fullerenos y modificar sus propiedades. Por ejemplo, el fullereno es notoriamente insoluble y añadirle un grupo funcional adecuado puede mejorar su solubilidad. Al añadir un grupo polimerizable, un polímero de fullereno puede ser obtenido. Los fullerenos funcionalizados se dividen en dos clases: fullerenos exohedrales, que contienen sus sustituyentes fuera de la celda y lo fullerenos endohedrales, que contienen moléculas dentro de la celda. 
Este artículo abarca la química de las llamadas "buckybolas" mientras que la química de los nanotubos de carbono se revisa en el artículo química de nanotubos de carbono.

## Propiedades químicas de los fullerenos
El fullereno o C60 es un alótropo del carbono con forma de balón de fútbol o Ih (icosaedro truncado) con 12 pentágonos y 20 hexágonos. De acuerdo con la característica de Euler, los 12 pentágonos se requieren para la cerradura de la red del carbono que consiste en n hexágonos; el C60 es la primera estructura estable del fullereno debido a que es la cantidad mínima de carbonos posible que obedece la regla. En esta estructura, ninguno de los pentágonos hace contacto con otro. Tanto el C60 como el relativo C70 obedecen la regla del pentágono aislado (IPR, isolated pentagon rule). El homólogo siguiente, C84, tiene 24 isómeros que siguen la regla IPR mientras que tiene 51,586 isómeros que no siguen la regla IPR. Hasta ahora, solo se han aislado fullerenos no-IPR como fullerenos endohedrales como el Tb3N@C84 que posee dos pentágonos fusionados en un apéndice con forma de huevo o como fullerenos con estabilización exohedral como el C50Cl10 y el C60H8. Fullerenos con menos de 60 carbonos no obedecen la regla del pentágono aislado. 
Debido a la forma esférica de la molécula, los átomos de carbono están altamente piramidalizados, lo que tiene importantes consecuencias para la reactividad. Se estima que la energía de la tensión angular constituye el 80% del calor de formación de la molécula. Los átomos de carbono conjugados responden a una desviación de la planaridad debida a una rehibridación orbital de los orbitales sp2 con los orbitales π para dar un orbital sp2.27 con un aumento en el carácter p. Los lóbulos del orbital p libre se extienden fuera de la superficie más de lo que lo hacen al interior de la esfera, una de las razones por las cuales el fullereno es electronegativo. Otra razón es que los orbitales vacíos π* tienen un alto carácter s. 
Los dobles enlaces en el fullereno no son todos iguales. Se pueden identificar dos grupos: 30 dobles enlaces [6,6] que conectan dos hexágonos y 60 [5,6] enlaces que conectan un hexágono y un pentágono. Los enlaces [6,6] son más cortos y poseen un mayor carácter de doble enlace, por lo que los hexágonos son usualmente representados como un ciclohexatrieno mientras que los pentágonos son representados como pentalenos o [5]radialenos. En otras palabras, a pesar de que todos los átomos de carbono en el fullereno están conjugados, la superestructura no es un compuesto súper-aromático. Las longitudes de enlace obtenidas mediante difracción de rayos X son de 139.1 pm para los enlaces [6,6] y de 145.5 pm para los enlaces [5,6].
El fullereno C60 tiene 60 electrones π pero se requieren 72 electrones para tener una configuración de capa cerrada. El fullereno puede adquirir los electrones faltantes mediante una reacción con potasio para formar primero la sal  K
6C6−
60 y después la sal K
12C12−
60. En este compuesto, las diferencias entre las longitudes de enlace se desvanecen.

## Reacciones de los Fullerenos
Los fullerenos suelen reaccionar como electrófilos. Una fuerza adicional suele favorecer las reacciones al liberar la tensión angular cuando se saturan los dobles enlaces. Un punto clave en este tipo de reacciones es el nivel de funcionalización (monoadición o múltiples adiciones) y, en el caso de múltiples adiciones, las relaciones topológicas entre los nuevos sustituyentes (muy juntos o muy separados). En conformidad con las reglas IUPAC, los términos metanofullereno y fulleroide son usados para nombrar a los derivados con estructura de anillo cerrado (ciclopropano) o de anillo abierto, respectivamente.

### Adiciones Nucleofílica
Los fullerenos reaccionan como electrófilos en adiciones nucleofílicas. El intermediario formado es un carbanión que es capturado por otro electrófilo. Un ejemplo de nucleófilos son reactivos de Grignard y reactivos organolitiados. Por ejemplo, la reacción de C60 con cloruro de metilmagnesio se detiene cuantitativamente en el penta-aducto con los grupos metilo colocados alrededor de un anión ciclopentadienilo que posteriormente se protona. Otra reacción nucleofílica es la reacción de Bingel. Los fullerenos reaccionan con clorobenceno y cloruro de aluminio en una alquilación de Friedel-Crafts. En esta hidroarilación, el producto de reacción es el aducto de la adición 1,2.

### Reacciones pericíclicas
Los enlaces [6,6] de los fullerenos reaccionan como dienos o dienófilos en reacciones de cicloadición de Diels-Alder. Anillos de 4 miembros pueden ser obtenidos por cicloadiciones [2+2] con bencino. Un ejemplo de una cicloadición 1,3-dipolar a un anillo de 5 miembros es la reacción de Prato.

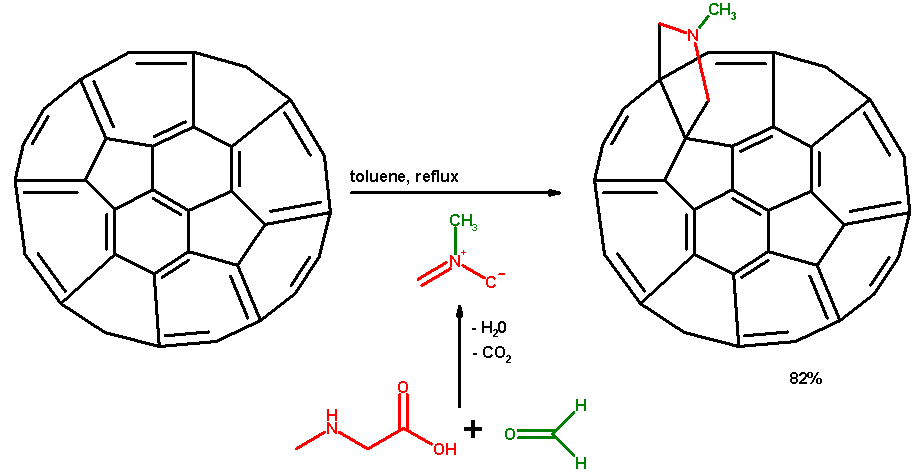
Esquema de la reacción de Prato

### Hidrogenaciones
Los fullerenos son fácilmente hidrogenados por diferentes métodos. Algunos ejemplos de hidrofullerenos son el C60H18 y C60H36. Sin embargo, el fullereno completamente hidrogenado C60H60 es únicamente hipotético debido a que presentaría una altísima tensión angular. Los fullerenos altamente hidrogenados no son estables y la prolongada hidrogenación de fullerenos mediante reacción directa con hidrógeno gaseoso a altas temperaturas resulta en la fragmentación de la estructura formando hidrocarburos policíclicos aromáticos.

### Oxidación
A pesar de que son más difíciles que las reducciones, la oxidación del fullereno es posible al utilizar oxígeno y tetraóxido de osmio.

### Hidroxilación
Los fullerenos pueden ser hidroxilados a fullerenoles o fulleroles. La solubilidad en agua depende del número total de grupos hidroxilo que pueden ser añadidos. Un método para sintetizarlos es con ácido sulfúrico diluído y nitrato de potasio para dar C60(OH)15. Otro método es la reacción en hidróxido de sodio diluido catalizado por TBAH (hidróxido de tetrabutilamonio), lo que añade de 24 a 26 grupos hidroxilo. La hidroxilación también ha sido reportada utilizando NaOH y peróxido de hidrógeno sin disolvente. El C60(OH)8 ha sido preparado utilizando un procedimiento de múltiples pasos que comienza con un fullereno peroxidado. El número máximo de grupos hidroxilo que pueden ser agregados utilizando el método del peróxido de hidrógeno está entre 36 y 40.

### Adiciones electrofílicas
Los fullerenos también pueden reaccionar en adiciones electrofílicas. La reacción con bromo puede agregar hasta 24 átomos a la esfera. El récord de adición de flúor es de 48 átomos en el C60F48. De acuerdo a predicciones in silico, el elusivo C60F60 puede presentar átomos de flúor en posición endo (apuntando al interior) y posee una geometría que recuerda más a un nanotubo que a una esfera.

### Eliminaciones
Se han investigado protocolos para remover sustituyentes mediante eliminaciones después de que han cumplido su propósito. Ejemplos de esto son la reacción de retro-Bingel y la de retro-Prato.

### Adiciones de Carbenos
Los fullerenos pueden reaccionar con carbenos para dar metanofullerenos. La reacción del fullereno con diclorocarbeno (creado mediante pirólisis de tricloroacetato) fue reportada en 1993. Una adición simple sucede en el enlace [6,6].

### Adiciones de radicales
Los fullerenos pueden ser considerados limpiadores (scavengers) de radicales. Con un simple hidrocarburo radical como el radical terbutilo obtenido por termólisis o fotólisis de un precursor adecuado se puede formar el radical t-BuC60. El electrón desapareado no se deslocaliza sobre la esfera entera pero toma posiciones en las vecindades del sustituyente terbutilo.

## Fullerenos como ligantes
En química organometálica, el fullereno es utilizado como ligante. El doble enlace [6,6] es deficiente de electrones y suele formar enlaces metálicos con hapticidad η=2. Modos de coordinación con η=5 o η=6 pueden ser inducidos por la modificación de la esfera de coordinación.

## Variantes

### Fullerenos de jaula abierta
Una parte de la investigación de fullerenos está dedicada a los fullerenos de jaula abierta donde uno o más enlaces han sido removidos químicamente para dar un orificio. De esta manera, es posible insertar en él pequeñas moléculas como hidrógeno, helio o litio. El primer fullereno de jaula abierta fue reportado en 1995. En fullerenos con hidrógenos endohedrales, la apertura de la jaula, la inserción del hidrógeno y el cierre posterior de la caja ya han sido demostrados.

### Heterofullerenos
En los heterofullerenos, al menos un átomo de carbono ha sido reemplazado por otro elemento. Basándose en la espectroscopía, las sustituciones se han reportado utilizando boro (borofullerenos), nitrógeno (azofullerenos), oxígeno, arsénico, germanio, fósforo, silicio, hierro, cobre, níquel, rodio e iridio. Los reportes de heterofullerenos aislados se limitan a aquellos basados en nitrógeno y oxígeno.

### Dímeros de fullerenos
El fullereno C60 dimeriza en una cicloadición [2+2] para dar C120 en forma de pesa. La reacción sucede en estado sólido mediante mecanoquímica (molienda de vibraciones de alta velocidad) utilizando cianuro de potasio como catalizador. La síntesis del trímero también ha sido reportada utilizando 4-aminopiridina como catalizador (con 4% de rendimiento) y se ha observado con microscopía de efecto túnel como una monocapa.

## Síntesis

### Síntesis de fullerenos en varios pasos
A pesar de que el procedimiento para la síntesis del fullereno C60 está bien establecido (generación de una larga corriente entre dos electrodos de grafito contiguos en una atmósfera inerte), un estudio de 2002 describió la síntesis orgánica del compuesto partiendo de compuestos orgánicos simples.

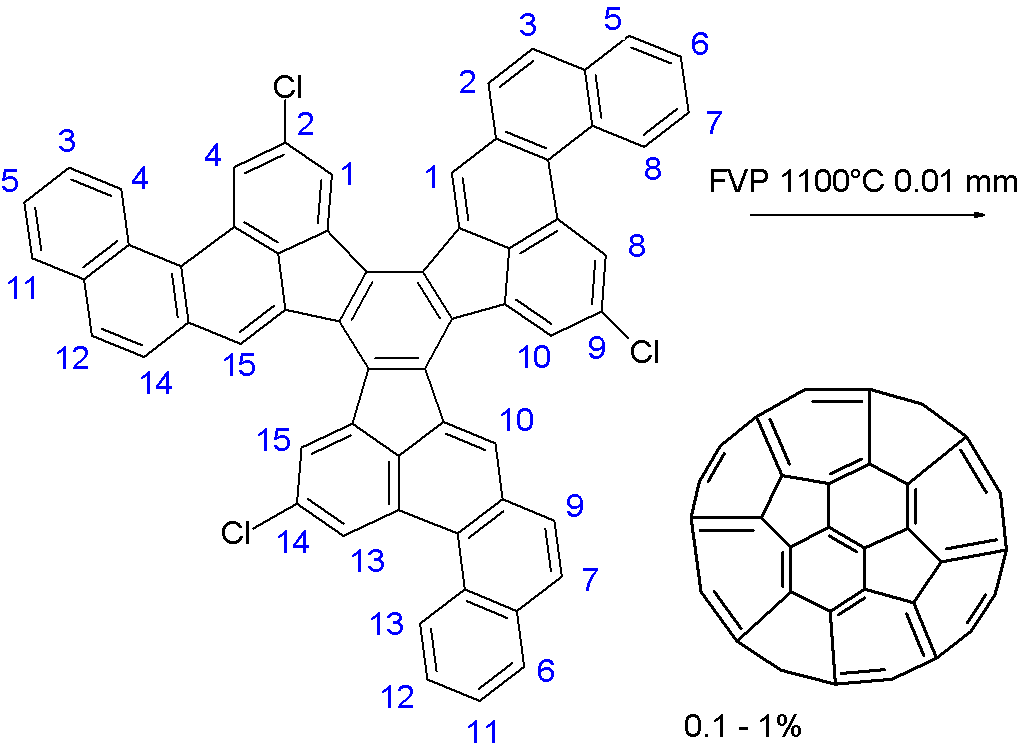
Los números corresponden al orden en el que los carbonos se enlazan.

En el paso final, un hidrocarburo policíclico aromático que consiste en 13 hexágonos y 3 pentágonos fue colocado en pirólisis rápida al vacío a 1100 °C y 0.01 Torr. Los tres enlaces carbono-cloro funcionaron como precursores de radicales libres y la esfera fue formada en una serie de reacciones de radicales. El rendimiento químico fue bajo (0.1 a 1%). Un pequeño porcentaje de fullerenos se forma en cualquier proceso que involucre la quema de hidrocarburos, como en la llama de una vela. El porcentaje de rendimiento obtenido a través de la combustión es un poco mayor al 1%. El método propuesto anteriormente no provee ninguna ventaja para la síntesis de fullerenos en comparación con el método usual de combustión y por lo tanto, la síntesis orgánica de fullerenos permanece como un reto para la química. 
Un ejercicio similar con el objetivo de construir una jaula C78 fue realizado en 2008 (exceptuando los halógenos precursores) resultó en un rendimiento insuficiente pero también permitió la formulación de los defectos de Stone Wales. La síntesis de C60 a partir de un precursor fluorado fue reportada en 2013.